# Аудио конвертер MediaHuman
MediaHuman Audio Converter — бесплатная утилита для преобразования аудио, разработанная MediaHuman Ltd. Программа используется для преобразования в различные аудиоформаты и разделения аудиофайлов без потерь качества, с использованием CUE, а также для извлечения аудио из видеофайлов. Приложение можно запустить на Mac, начиная с OS X 10.6 и в Windows XP и выше. Это программное обеспечение не поддерживает запись компакт-дисков и копирование компакт-дисков.

## Функции
MediaHuman Audio Converter может конвертировать многие популярные форматы аудиофайлов, такие как MP3, WMA и WAV. Программа также может импортировать файлы в iTunes (приложение «Музыка » в macOS Catalina и выше). MediaHuman Audio Converter умеет использовать сразу нескольких ядер ЦП при преобразовании файлов в «пакетном режиме». Его пользовательский интерфейс поддерживает функцию перетаскивания.

## Лицензия
MediaHuman Audio Converter можно бесплатно загрузить и использовать в коммерческих и некоммерческих целях.

## Разработка
MediaHuman Audio Converter разрабатывается на языке программирования C++ и фреймворком Qt, с использованием таких библиотек, как FFmpeg, OpenSSL, LAME и TagLib . Пользовательский интерфейс MediaHuman Audio Converter построен на QML .

## Смотрите также
- Высокоэффективное расширенное кодирование звука
- Сравнение аудиоформатов
- Список бесплатных программ для аудио
- Список музыкального программного обеспечения